# Bodies: The Exhibition
Bodies: The Exhibition es una exposición itinerante que reúne cuerpos humanos preservados y disecados para mostrar la estructura de sus aparatos y sistemas. Fue abierta al público por primera vez en Tampa, Florida, el 20 de agosto de 2005. Es similar, pero no está afiliada a la exhibición Body Worlds, que fue inaugurada en 1995.
Bodies: The Exhibition es operada por la compañía Premier Exhibitions, que presenta y promueve otras exposiciones similares, como Bodies Revealed y Our Body: The Universe Within.

## Presentaciones en el mundo
Bodies ha sido montada en diversas ciudades del mundo, como Idaho Falls, Miami, Winnipeg, Ámsterdam, Róterdam, Atlanta, Viena, Madrid, Buenos Aires, Montreal, Ciudad de Quebec, Chicoutimi, Niagara Falls, Medellín, Cali, Bogotá, Barranquilla, Córdoba, Oviedo, Barcelona, Cincinnati, Santiago de Chile, Valdivia, Branson, Praga, Zagreb, Budapest, Lisboa, Lima, Atlantic City, Pittsburgh, San Diego, Las Vegas, Nueva York, Tulsa, Fort Lauderdale, Hartford, San Antonio, Washington D. C., México, Omaha, Honolulu, Indianápolis, Phoenix, Sacramento, Tucson, Cleveland, Antofagasta, Seattle, Albuquerque, Greensboro, Haifa, Riga, Montevideo, La Plata, Zaragoza, Guayaquil, Quito, Tegucigalpa, San Salvador, Guadalajara, Managua, Comodoro Rivadavia, Chillán, Iquique, La Serena, Talca, Arica, Viña del Mar, Buenos Aires, entre otras.

## Organización
La exhibición está organizada de modo que los visitantes comiencen por el sistema óseo, pasando después por los sistemas muscular, nervioso, circulatorio, digestivo, respiratorio, urinario y reproductivo. El desarrollo fetal también está incluido en una de las secciones.
Contando con cerca de veinte cuerpos en total, cada exhibición utiliza organismos humanos reales que han sido preservados mediante un proceso llamado plastinación, el cual impide la putrefacción.
Bodies es organizada por la compañía pública Premier Exhibitions Incorporated, 
que también ha estado a cargo de Bodies Revealed en Seúl y Estados Unidos. La compañía asegura que los cadáveres fueron donados para la investigación por el Gobierno de China, argumentando que, al momento de fallecer, ninguna de esas personas tenía familiares o cercanos que reclamaran sus restos. Según Premier Exhibitions, las disecciones fueron realizadas en la Universidad de Dalian, en China, y los especímenes resultantes les fueron arrendados por cinco años. De acuerdo a investigaciones del Ministerio Público de Nueva York y del programa de televisión 20/20, estas afirmaciones han sido blanco de diversos cuestionamientos.
Algunos de los cuerpos están colocados de tal manera que pareciese que están realizando alguna actividad, como jugar póquer o dirigir una orquesta. Junto a ellos hay muestras más pequeñas, como un intestino desplegado, las arterias y venas sacadas del cuerpo y el pulmón contaminado de un fumador adulto. Esta última está seguida por un recipiente donde los visitantes pueden deshacerse de sus cigarrillos y productos relacionados voluntariamente. En la exhibición de Las Vegas, se incluyó el pulmón contaminado de un feto.
Otra de las secciones contiene varios fetos en distintos estados de desarrollo. Según Premier Exhibitions, todos los fetos murieron debido a abortos espontáneos, de hecho, los desórdenes que los causaron están descritos en la mayoría de los casos. Antes de entrar a esta sección, a los visitantes se les advierte sobre la sensibilidad en la galería de fetos, la cual está tapada con cortinas negras. Si así lo desean, los invitados pueden no ingresar a esta parte.

## Preservación de cuerpos y órganos

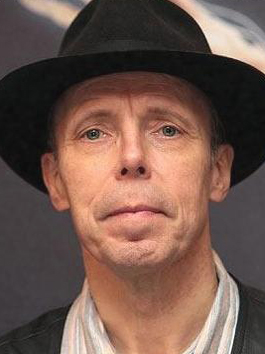
Gunther Von Hagens en 2009.

La descomposición de los tejidos es evitada gracias a un proceso patentado en los años 1970 por el anatomista alemán Gunther von Hagens. La esencia de este proceso es reemplazar el agua y la grasa de las células primero con acetona y después con plásticos, como la goma de silicona, el poliéster y la resina epoxi.

## Incertidumbre sobre el origen de los cuerpos
Aunque los cuerpos fueron donados por la policía china debido a que nunca fueron reclamados, Premier no pudo verificar, por ejemplo, si correspondían a prisioneros ejecutados por el Gobierno de ese país.
Antes de su estreno en Estados Unidos en el 2005, el Ministerio Público de Florida estimó que era necesaria la aprobación del Consejo Estatal de Anatomía. El Consejo rechazó la exhibición en Tampa, pero los directivos de Premiere Exhibitions se opusieron, asegurando que el Consejo tenía jurisdicción solo sobre facultades de medicina, no sobre museos. Finalmente, la exhibición abrió sus puertas dos días antes de lo programado en el Museo Científico e Industrial de Tampa.
Respecto al origen de los cuerpos, en el año 2006, en un reportaje para New York Times desde Dalian, China, el periodista David Barboza aseguró que existía una nueva microindustria clandestina, pobremente fiscalizada por el Gobierno, en la que abundaban las labores en las facultades de medicina a un bajo costo y donde se conseguían órganos y cadáveres con facilidad. Los representantes de Premier aseguraron que los cuerpos no fueron donados por las personas para ser exhibidos. Por su parte, el director del Comité de Anatomía de la Asociación de Facultades de Medicina de Nueva York expresó su preocupación por la inexistencia de documentos relacionados con los cadáveres.
El programa del canal ABC, 20/20, produjo un reportaje que expuso el secreto comercio de los cadáveres chinos. Asegurando que los cuerpos eran vendidos en el mercado negro por unos US$300, el reportaje generó no solo una serie de otros artículos, sino una investigación en el Congreso, otra en el Ministerio Público de Nueva York y la renuncia del director ejecutivo de Premier Exhibitions, Arnie Geller.
En el 2008, el sitio web de Bodies incluía la siguiente renuncia de responsabilidad sobre el presunto origen de los cuerpos y los fetos:

This exhibit displays human remains of Chinese citizens or residents which were originally received by the Chinese Bureau of Police. The Chinese Bureau of Police may receive bodies from Chinese prisons. Premier cannot independently verify that the human remains you are viewing are not those of persons who were incarcerated in Chinese prisons.

This exhibit displays full body cadavers as well as human body parts, organs, fetuses and embryos that come from cadavers of Chinese citizens or residents. With respect to the human parts, organs, fetuses and embryos you are viewing, Premier relies solely on the representations of its Chinese partners and cannot independently verify that they do not belong to persons executed while incarcerated in Chinese prisons.
Esta exhibición muestra restos humanos de ciudadanos o residentes chinos que fueron originalmente recibidos por el Departamento de Policía de China. El Departamento de Policía chino puede recibir cuerpos de prisioneros chinos. Premier no puede verificar independientemente que los restos humanos que usted está observando no son de personas encarceladas en prisiones chinas.

Esta exhibición muestra tanto cuerpos completos como partes, órganos, fetos y embriones que vienen de cadáveres de ciudadanos o residentes chinos. Con respecto a las partes humanas, órganos, fetos y embriones que está observando, Premier se respalda solamente en las representaciones de sus asociados en China y no puede verificar independientemente que no pertenecen a personas ejecutadas mientras estaban encarceladas en prisiones chinas.
Premier Exhibitions.

El gobernador de Nueva York, Andrew Cuomo, concluyó su investigación sobre Premier. «La triste realidad es que Premier Exhibitions ha lucrado al exhibir los restos de personas que pueden haber sido torturadas y ejecutadas en China. Pese a las repetidas negaciones, ahora sabemos que Premier no puede demostrar las circunstancias en que murieron los individuos. Premier tampoco pudo establecer que estas personas accedieron a que sus restos se utilizaran de esta manera. Por respeto a los muertos y al público, se exige que Premier haga algo más que asegurarnos que no hay motivo de preocupación. Este acuerdo es un buen comienzo».
En junio de 2007, Elaine Catz se retiró del que fue su trabajo por once años como coordinadora de educación científica del Museo de Ciencia de Carnegie a modo de protesta por la exhibición, citando objeciones religiosas y cuestionamientos respecto a la proveniencia de los cuerpos, incluyendo el tema de la sustracción de órganos por parte del movimiento espiritual Falun Gong en China.
En el 2007, se introdujo un proyecto de ley en el estado de Washington para prohibir exhibiciones de cuerpos sin documentos de consentimiento claros. Al año siguiente, en California, la legisladora Fiona Ma introdujo un proyecto de ley similar. En junio de 2008, el senado del estado de Nueva York aprobó una ley que exige a todos los organizadores de exhibiciones con cuerpos humanos reales mostrar desde dónde vienen exactamente los cadáveres. El senador James Alesi fue quien patrocinó la ley.